# 보통 여자 시대
"보통 여자 시대"는 한국에서 제작된 김문옥 감독의 1990년 영화이다. 신성아 등이 주연으로 출연하였고 이세민 등이 제작에 참여하였다.

## 출연

### 주연
- 신성아

## 기타
- 원작자: 김문옥
- 조명: 전명천